# Хав'єр Пульгар Відаль
Хав'є́р Пульга́р Віда́ль (ісп. Javier Pulgar Vidal; *2 січня 1911, Уануко — †18 травня 2003, Ліма) — перуанський географ. Він найбільш відомий детальними дослідженням географії, кліматичних зон, біорізноманіття та культурного різноманіття Перу, та в результаті визначення та опису восьми природних регіонів Перу (цей поділ був опублікований в 1940 році). Цей поділ, що замінив традиційні 3 регіони (узбережжя, гір та тропічного лісу), підкреслював значне різноманіття країни.